# Walckenaeria chikunii
Walckenaeria chikunii este o specie de păianjeni din genul Walckenaeria, familia Linyphiidae, descrisă de Saito și Motoyoshi Ono în anul 2001. Conform Catalogue of Life specia Walckenaeria chikunii nu are subspecii cunoscute.